# Bárbara de Hesse
Bárbara de Hesse (8 de abril de 1536 - 8 de junho de 1597) foi uma nobre alemã e esposa do duque Jorge I de Württemberg-Mömpelgard. O seu segundo marido foi o conde Daniel de Waldeck.

## Família
Bárbara nasceu em Cassel no dia 8 de abril de 1536, uma dos dez filhos do conde Filipe I de Hesse e da sua esposa legitima, a duquesa Cristina da Saxónia. Tinha quatro irmãs e cinco irmãos incluindo o conde Jorge I de Hesse-Darmstadt. O seu pai era um dos principais defensores da reforma protestante. Enquanto ainda estava casado com a mãe dela, cometeu bigamia ao casar-se com Margarete de Saale de quem teve mais nove filhos.
Os seus avós paternos eram o conde Guilherme II de Hesse a duquesa Ana de Mecklemburg-Schwerin e os seus avós paternos eram o duque Jorge da Saxónia e a princesa Bárbara da Polónia, filha do rei Casimiro IV da Polónia e da arquiduquesa Isabel da Áustria.

## Casamentos e descendência
Bárbara casou-se pela primeira vez no dia 10 de setembro de 1555 com o duque Jorge I de Württemberg-Mömpelgard, filho do conde Henrique de Württemberg e da condessa Eva de Salm. Bárbara tinha dezanove anos de idade e Jorge cinquenta-e-sete. Passaram a viver no Chateau de Montbeliard no principado de Mömpelgard, um enclave protestante na França.
O casal teve três filhos:
- Ulrico de Württemberg-Mömpelgard (14 de julho de 1556 - 9 de março de 1557), morreu com poucos meses de idade.
- Frederico m de Würtemberg (19 de agosto de 1557 - 29 de janeiro de 1608), casado com a princesa Sibila de Anhalt; com descendência.
- Eva Cristina de Württemberg-Mömpelgard (25 de outubro de 1558 - 30 de março de 1575), morreu aos dezasseis anos de idade.

Bárbara ficou viúva no dia 18 de julho de 1558 depois de estar casada menos de três anos. Casou-se com o seu segundo marido, o conde Daniel de Waldeck dez anos depois, no dia 11 de novembro de 1568, em Cassel, quando tinha trinta-e-dois anos.
A condessa morreu a 8 de junho de 1597 no Schloss Waldeck. Entre os seus numerosos descendentes encontram-se as famílias reais de Espanha e da Grã-Bretanha.

## Genealogia
| Bárbara de Hesse | Pai: Filipe I de Hesse   | Avô paterno: Guilherme II de Hesse       | Bisavô paterno: Luís II do Baixo Hesse       |
| Bárbara de Hesse | Pai: Filipe I de Hesse   | Avô paterno: Guilherme II de Hesse       | Bisavó paterna: Matilde de Württemberg-Urach |
| Bárbara de Hesse | Pai: Filipe I de Hesse   | Avó paterna: Ana de Mecklenburg-Schwerin | Bisavô paterno: Magnus II de Mecklemburgo    |
| Bárbara de Hesse | Pai: Filipe I de Hesse   | Avó paterna: Ana de Mecklenburg-Schwerin | Bisavó paterna: Sofia da Pomerania-Stettin   |
| Bárbara de Hesse | Mãe: Cristina da Saxónia | Avô materno: Jorge da Saxônia            | Bisavô materno: Alberto III da Saxónia       |
| Bárbara de Hesse | Mãe: Cristina da Saxónia | Avô materno: Jorge da Saxônia            | Bisavó materna: Sidónia da Boémia            |
| Bárbara de Hesse | Mãe: Cristina da Saxónia | Avó materna: Bárbara da Polónia          | Bisavô materno: Casimiro IV da Polónia       |
| Bárbara de Hesse | Mãe: Cristina da Saxónia | Avó materna: Bárbara da Polónia          | Bisavó materna: Isabel da Áustria            |